# Análogos de benzodiazepinas

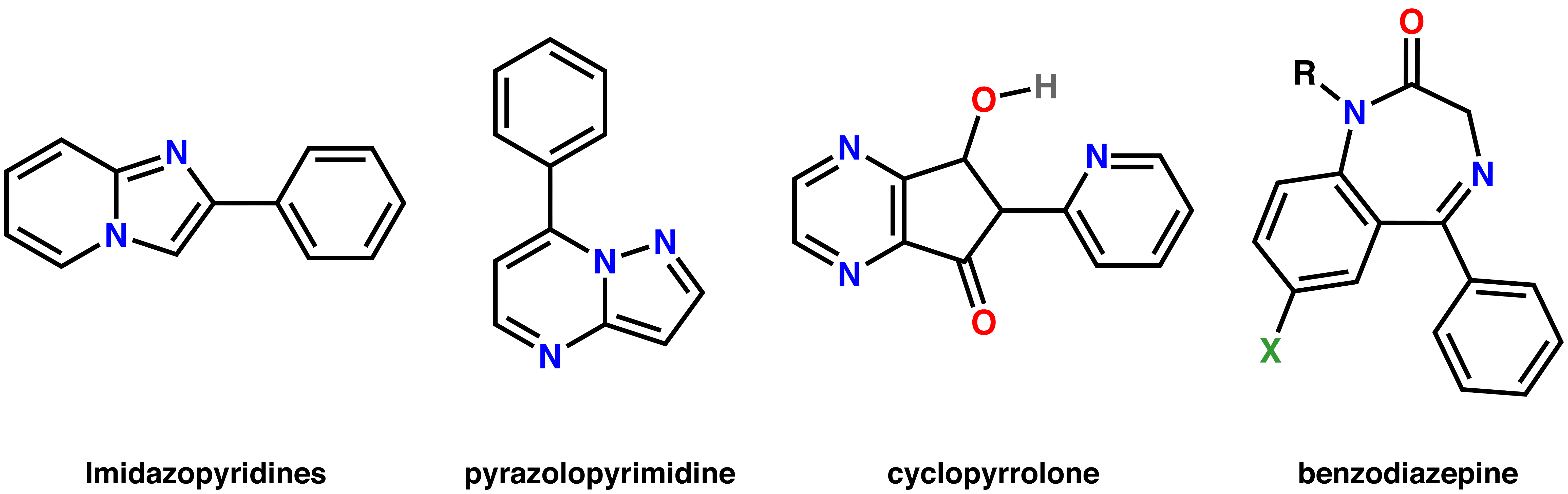
Estructura del núcleo de análogos de benzodiazepinas (los tres diagramas a la izquierda) y la estructura de las benzodiazepinas (derecha) para comparación.

Los análogos de benzodiazepinas son fármacos que interaccionan con el receptor BZD/GABA/CL y que provocan la estabilización de su forma abierta, con lo que la entrada de iones cloro aumenta y se potencia de esta manera la acción del GABA.
Estos análogos son fundamentalmente el Zolpidem (Stilnox), la Zopiclona y el Zaleplon—conocidos como «fármacos Z» o «Z drugs» en inglés—, siendo estos usados únicamente como hipnóticos.
Estos fármacos tienen una alta selectividad por el receptor BZ I, bajos efectos miorrelajantes, alta conservación de la arquitectura del sueño y un alto potencial de dependencia por el uso a largo plazo.